# Albert Jacquemart
Albert Jacquemart, född 1808 i Paris, död där den 14 oktober 1875, var en fransk lärd. Han var far till Jules och Nélie Jacquemart.
Jacquemart, som var byråchef i tullstyrelsen, var en utmärkt kännare av porslin och skrev flera keramiska arbeten, bland annat Histoire artistique, industrielle et commerciale de la porcelaine (1865), prytt med utmärkta raderingar av hans son Jules, Les merveilles de la céramique (1866–1869) och Histoire de la céramique (1873). Bland hans övriga arbeten är Histoire du mobilier (1876) det mest bekanta.